# Euthycera nigrescens
Euthycera nigrescens är en tvåvingeart som först beskrevs av Becker 1907.  Euthycera nigrescens ingår i släktet Euthycera och familjen kärrflugor.
Artens utbredningsområde är Tunisien. Inga underarter finns listade i Catalogue of Life.